# Grad Stalać
Grad Stalać (cyr. Град Сталаћ) – wieś w Serbii, w okręgu rasińskim, w gminie Ćićevac. W 2011 roku liczyła 693 mieszkańców.